# فرودگاه آرچرفیلد
فرودگاه آرچرفیلد (به انگلیسی: Archerfield Airport) یک فرودگاه همگانی است که یک باند فرود آسفالت دارد و طول باند آن ۱۱۰۰ متر است. این فرودگاه در شهر بریزبن کشور استرالیا قرار دارد و در ارتفاع ۱۹ متری از سطح دریا واقع شده‌است.